# 海会寺 (朝阳区)
海会寺，位于北京市朝阳区朝阳门外神路街，是一座汉传佛教寺院。现已无存。

## 简介

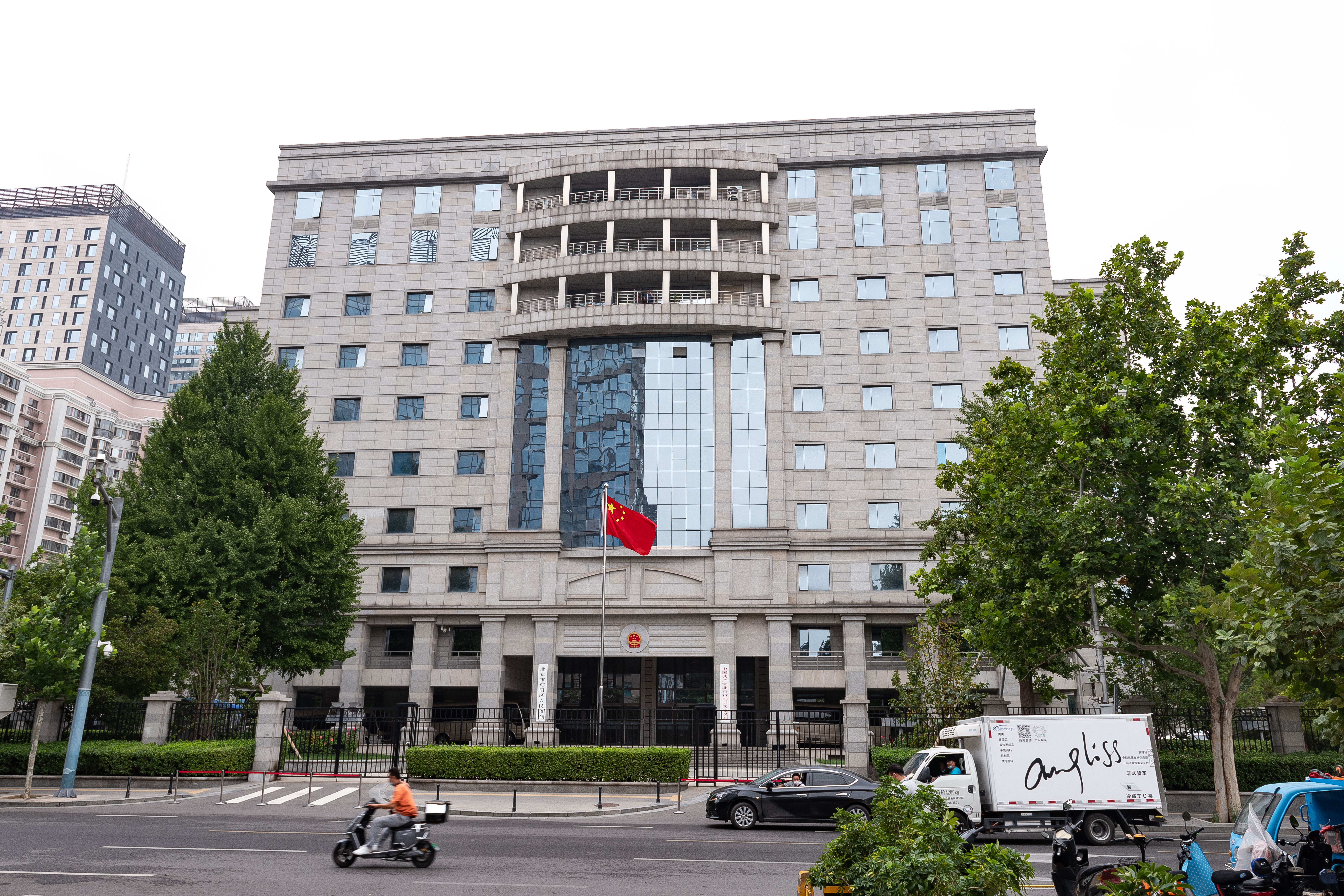
朝阳区政府现状

海会寺位于朝阳门外大街以南，东岳庙正对的神路街内路西，今为朝阳区人民政府所在地。该寺坐北朝南，正门开在南营房中横街，东侧门开在神路街。《北京寺庙历史资料》记载，海会寺创建于明朝永乐年间，清朝乾隆年间重修，占地16亩，房屋77间，另外还有塔院坟地1亩，海会寺内有佛像16尊，铜钟、铁钟、铜磬、木鱼各一个，铁磬两个、宝鼎三件、日晷一座、石碑一座。1946年时，该寺东配殿内设有一所学堂，不久该学堂关闭。1947年北平寺庙登记时，该寺的住持是福修大师。
杨乃武与小白菜案发生后，光绪二年（1876年）春，杨乃武、小白菜等人犯分别押解到北京。同年十二月初九日，刑部大审，在朝阳门外海会寺对葛品连进行开棺验尸，发现葛品连确为病死，而非中毒。三年多的冤案真相大白。
中华人民共和国成立后，北京市第十区人民政府设在此处，后改为朝阳区人民政府的所在地，原有建筑全部拆除，兴建现代楼房。